# Wolfgang Knoll
Wolfgang Knoll, nemški politik in okoljevarstvenik, * 21. marec 1929, Hirschberg, Šlezija, Prusija, Weimarska Nemčija (danes Jelenia Góra, Poljska), † 25. julij 2019, Kelkheim, Hessen, Nemčija.

## Odlikovanja in nagrade
Leta 1996 je prejel častni znak svobode Republike Slovenije z naslednjo utemeljitvijo: »za zasluge in osebni prispevek v strokovnem sodelovanju med naravnim parkom Hochtaunus in Triglavskim narodnim parkom ter za drugo delo, pomembno zlasti za mednarodno priznanje Republike Slovenije«.